# It's Everly Time
It's Everly Time är ett album utgivet i juni 1960 av The Everly Brothers. It's Everly Time var duons fjärde LP och den första på skivbolaget Warner Brothers.
Albumet nådde Billboard-listans 9:e plats.[källa behövs]
På englandslistan nådde albumet 2:a plats.

## Låtlista
Singelplacering i Billboard inom parentes. Placering i England=UK
1. So Sad (To Watch Good Love Go Bad) (Don Everly) (#7, UK #5)
2. Just In Case (Boudleaux Bryant)
3. Memories Are Made Of This (Golkyson/Dehr/Miller)
4. That's What You Do To Me (Sinks/Montgomery)
5. Sleepless Nights (Boudleaux Bryant/Felice Bryant)
6. What Kind Of Girl Are You (Ray Charles)
7. Oh, True Love (Boudleaux Bryant/Felice Bryant)
8. Carol Jane (Dave Rich)
9. Some Sweet Day (Boudleaux Bryant/Felice Bryant)
10. Nashville Blues (Boudleaux Bryant/Felice Bryant)
11. You Thrill Me (Through And Through) (Boudleaux Bryant/Felice Bryant)
12. I Want You To Know (Fats Domino/Dave Bartholomew)

När skivbolaget Warner Brothers återutgav albumet 2001 parades It's Everly Time ihop med albumet A Date with the Everly Brothers på en CD. Dessutom fanns nedanstående sju bonusspår på skivan:
1. Ebony Eyes (John D. Loudermilk) (#8, UK #17)
2. Walk Right Back (Sonny Curtis) (#7, UK #1)
3. Temptation (singelversion) (Nacio Herb Brown/Arthur Freed) (UK #1)
4. The Silent Treatment (Hoffman/Manning)
5. Temptation (första inspelade versionen) (Nacio Herb Brown/Arthur Freed) (tidigare outgiven) (#27, UK #1)
6. Stick With Me Baby (första inspelade versionen) (Mel Tillis) (#41)
7. Why Not (John D. Loudermilk)